# Resolució 436 del Consell de Seguretat de les Nacions Unides
La Resolució 436 del Consell de Seguretat de les Nacions Unides, fou aprovada per unanimitat el 6 d'octubre de 1978 després de notar la deterioració de la situació al Líban i lamentar profundament la pèrdua de la vida al país, el Consell convida a totes les parts implicades en les hostilitats a posar fi als actes de violència i a observar un alto el foc.
A causa d'una sèrie de factors, va esclatar una guerra civil al país, que va ser ocupat per Síria durant el temps. La resolució va demanar a totes les parts que permetessin al Comitè Internacional de la Creu Roja accés a les zones de conflicte per prestar assistència humanitària i evacuar els ferits. El Consell va reafirmar finalment el seu suport al secretari general de les Nacions Unides Kurt Waldheim en els seus esforços per informar el Consell sobre l'evolució de la situació.